# Repertorium für die Pharmacie
Repertorium für die Pharmacie (abreviado Repert. Pharm.) es una revista con ilustraciones y descripciones botánicas que fue editada en Alemania. Se publicaron 110 números en los años 1815 hasta 1851.